# Ulrika Knape Lindberg
Ulrika Margareta Knape Lindberg, född Knape den 26 april 1955 i Göteborg, Göteborgs och Bohus län, är en svensk simhoppare och simhoppstränare. Hon är gift med Mathz Lindberg och mor till Anna Lindberg. Hon är Sveriges mest namnkunniga kvinnliga simhoppare, bland annat genom ett OS-guld och två OS-silver. Därutöver har hon varit förbundskapten och sportchef för det svenska simhoppslandslaget i 16 år.

## Biografi
Knape är född i Göteborg, där hon även växte upp. Hon debuterade i det svenska ungdomslandslaget redan som 10-åring. 1968 var hon tvåa i SM på 200 m fjärilsim. Då hade hon redan året före vunnit sitt första av totalt 39 (alternativt 43) SM-guld i simhopp. 1969 vann hon överraskande Europacupen i simhopp i Italien.

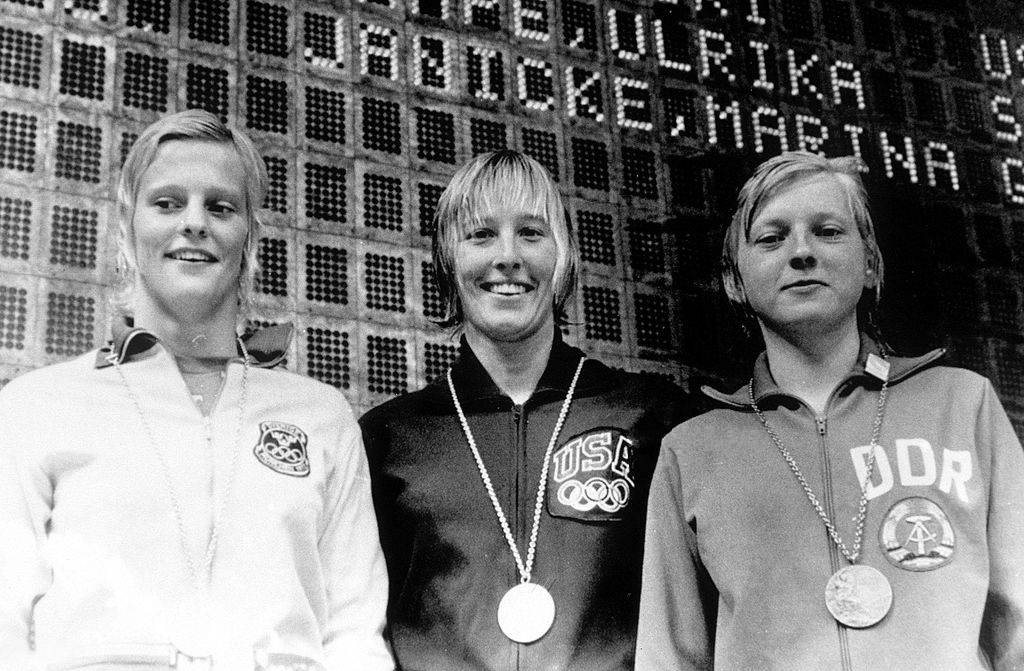
Ulrika Knape tillsammans med Micki King och Marina Janicke, 1972.

1972, vid en ålder av endast 17 år, vann hon OS–guld i höga hopp. Under VM 1973 vann hon guld i höga hopp och silver i svikthopp. 1974 vann hon två guldmedaljer under EM. Sin sista medalj i ett internationellt mästerskap vann Knape i olympiska sommarspelen 1976.
Ulrika Knape slutade sin simhoppskarriär vid 21 års ålder för att läsa till och försörja sig som idrottslärare. Hon har senare verkat som tränare åt sin dotter Anna Lindberg, vid sidan om sitt arbete som idrottslärare i hemstaden Karlskoga. 2005 blev hon förbundskapten och sportchef för simhoppslandslaget. 1989 blev Knape Lindberg invald i Svenska Dagbladets bragdnämnd.
Ulrika Knape har vunnit 43 SM-guld, varav 39 i simhopp åren 1967–1976. Under den aktiva karriären tävlade hon för Göteborgsklubben S 02.
Knape Lindberg deltog i den andra säsongen (2010) av TV-programmet Mästarnas mästare i SVT.

## Familj
Ulrika Knape är dotter till länsrådet Olof Knape. Hon är gift med sin simhoppskollega Mathz Lindberg (född 1951, 29 SM-guld i simhopp). De har tillsammans sonen David född 1979 (som var en lovande simmare) och dottern Anna Lindberg.

## Meriter (simhopp)

### OS
- 1972 – 1:a i höga hopp, 2:a i svikthopp
- 1976 – 2:a i höga hopp, 11:a i svikthopp

### VM
- 1973 – 1:a i höga hopp, 2:a i svikthopp
- 1975 – 3:a i höga hopp

### EM
- 1974 – 1:a i höga hopp, 1:a i svikthopp

### Europacupen
- 1969 – 1:a

### SM
- 1967–1976 – 39[8] (alt. 43[4]) guld